# Emir Bajrami
Emir Bajrami (Pristina, 7 maart 1988) is een Zweedse voormalig profvoetballer van Kosovaarse afkomst die bij voorkeur als vleugelaanvaller speelde. Bajrami speelde tussen 2010 en 2012 achttien keer voor het Zweeds voetbalelftal. Hij maakte deel uit van de Zweedse selectie op het Europees kampioenschap voetbal 2012.

## Carrière
Bajrami emigreerde in 1992 met zijn ouders van Kosovo (voormalig Joegoslavië) naar Köping in Zweden. Als tiener speelde hij bandy en kwam hij in deze sport uit voor het nationale jeugdteam van Zweden. Bajrami sloot zich aan bij de voetbalclub Köpings FF, waarvoor hij in 2005 zijn debuut in het eerste elftal maakte. Het team speelde in de Division 3 Västra Svealand, op dat moment het vierde Zweedse niveau, en met de club bereikte hij de play-offs voor promotie naar de Division 2. Als middenvelder scoorde hij vijf doelpunten in de competitie en eenmaal in de play-offs.
Vanaf 2006 kwam Bajrami uit voor IF Elfsborg in de Allsvenskan. Hij scoorde zijn eerste doelpunt tegen Örebro SK in april 2007. Vanaf 2008 was hij vaste basisspeler in het elftal. Na vier seizoenen had hij 70 duels gespeeld en daarin twaalfmaal doel getroffen. In 2010 debuteerde hij voor het nationale elftal van Zweden.
Eind mei 2010 tekende Bajrami een vierjarig contract bij FC Twente. Met de overgang was ongeveer 2,5 miljoen euro gemoeid. Veel geluk kende Bajrami niet in de eerste weken bij zijn nieuwe club. Door een blessure moest hij toezien hoe Nacer Chadli zijn positie uitstekend invulde en zodoende was hij niet meer zeker van een basisplaats. Eind september viel Bajrami in de Champions League wedstrijd tegen de Spurs geblesseerd uit. Uiteindelijk werd besloten zijn enkel te opereren, waardoor hij enkele weken uit de roulatie was. In de tweede seizoenhelft maakte Bajrami zijn rentree in de ploeg, maar kon met twee doelpunten en één assist nog niet overtuigen. Wel won hij in zijn eerste seizoen zowel de Johan Cruijff Schaal als de KNVB beker met de club. Ook in zijn tweede seizoen slaagde Bajrami er niet in een vaste basisplaats te veroveren. Van zijn 38 officiële optredens startte hij drieëntwintigmaal in de basiself. In het seizoen 2012/13 kwam Bajrami op huurbasis uit voor AS Monaco. Voor deze club speelde hij in tien wedstrijden, waarin hij één doelpunt maakte. Hij verruilde in juli 2013 FC Twente voor Panathinaikos FC. Op 10 maart 2015 werd zijn tot medio 2016 lopende contract ontbonden. Een week later keerde hij terug bij IF Elfsborg. Eind 2018 beëindigde hij zijn profloopbaan en ging in januari 2019 vervolgens aan de slag als hoofdtrainer bij IF Elfsborg onder 19 en 21. In januari 2020 werd Bajrami aangesteld als assistent-trainer van het eerste elftal van IF Elfsborg.

## Erelijst
| Competitie           |             |             |             |             |
| Competitie           | Aantal      | Jaren       |             |             |
| IF Elfsborg          | IF Elfsborg | IF Elfsborg | IF Elfsborg | IF Elfsborg |
| -------------------- | ----------- | ----------- | ----------- | ----------- |
| Allsvenskan          | 1x          | 2005/06     |             |             |
| Supercupen           | 1x          | 2007        |             |             |
| FC Twente            |             |             |             |             |
| Johan Cruijff Schaal | 1x          | 2010, 2011  |             |             |
| KNVB beker           | 1x          | 2010/11     |             |             |
| Panathinaikos FC     |             |             |             |             |
| Super League         | 1x          | 2013/14     |             |             |